# Mase
Mase és un municipi del cantó suís del Valais, situat al districte d'Hérens. Aquest municipi, juntament amb Nax i Vernamiège formaran el 2011 el municipi de Mont-Noble.